# アッバース3世
アッバース3世（ペルシア語: شاه اسماعیل; アゼルバイジャン語: III Şah Abbas, 1732年 - 1739年/ 1740年、在位：1732年 - 1736年3月21日） は、サファヴィー朝の第11代君主。

## 生涯
父は第10代君主のタフマースブ2世。父がナーディル・クリー・ベグに強制的に退位させられて追われた後の1732年9月7日に、幼児のアッバースがペルシャの形式上の統治者としてシャーの座に就いてアッバース3世となった。真の国の支配者だったナーディル・クリー・ベグは国王の代理である摂政に就任した。1736年3月にアッバース3世は退位させられ、ナーディル・クリー・ベグが自ら即位し、ナーディル・シャーと名乗った。これによって、サファヴィー朝は正式に終焉を迎えた。ホラーサーンのサブゼヴァールの牢獄にいる父のタフマースブ2世の許に送られた。
1738年、ナーディル・シャーはアフガニスタン・インド遠征に出発し、長男のレザー・クリー・ミールザーを遠征中の国内の留守居役として残した。ナーディル・シャーが遠征中に死亡したとの噂が流れてそれを耳にしたレザーは、後継のシャーに就く準備を始めた。ほとんどの権威のある書物等の記述によれば、監禁中のタフマースブ2世とアッバース3世の父子の世話を任されているガージャール族のムハンマド・フサイン・ハーンがレザーに、ナーディル・シャーの死の知らせを聞いたサブゼヴァールの町の住民たちがタフマースブ2世を解放してシャーに復位させる暴動を起こそうとしていると警告した。レザーは、この動きに先んじてタフマースブ2世とアッバース3世を処刑するようムハンマド・フサイン・ハーンに命じた。ムハンマド・フサイン・ハーンはタフマースブ2世を絞め殺し、アッバース3世の首を刎ね、兄弟のイスマーイールも殺した。マイケル・アクスワージー（"Michael Axworthy）によれば、これらの出来事がいつ頃行なわれたかは、推測ではあるが、1739年の5月か6月だとしている。他の情報源では、1740年としている。